# Jauhienij Sałamonau
Jauhienij Pauławicz Sałamonau (błr. Яўгеній Паўлавіч Саламонаў, ros. Евгений Павлович Соломонов - Jewgienij Pawłowicz Sołomonow; ur. 9 maja 1990 w Homlu) – białoruski hokeista, reprezentant Białorusi.

## Kariera klubowa
- HK Homel 2 (2004-2010)
- HK Homel (2007-2014)
  -  Montreal Juniors (2009)
- Awtomobilist Jekaterynburg (2014)
- HK Homel (2014-2019)
- Mietałłurg Żłobin (2019-)

Wychowanek i zawodnik klubu HK Homel. Od 2007 rozpoczął występy w seniorskiej ekstralidze białoruskiej. W sezonie 2009/2010 krótkotrwale grał w kanadyjskiej lidze juniorskiej QMJHL w ramach CHL. Od sierpnia do listopada 2014 związany kontraktem z rosyjskim klubem Awtomobilistu Jekaterynburg. Wówczas ponownie został graczem Homla. Od 2019 w Mietałłurgu Żłobin.

## Kariera reprezentacyjna
Występował w kadrach juniorskich kraju na mistrzostwach świata do lat 18 w 2007 (Dywizja I), 2008 (Elita), do lat 20 w 2010. W kadrze seniorskiej uczestniczył w turniejach mistrzostw świata w 2013 (Elita).

## Sukcesy
Reprezentacyjne
- Awans do Elity MŚ Elity do lat 18: 2007

Klubowe
- Srebrny medal mistrzostw Białorusi: 2009 z HK Homel
- Brązowy medal mistrzostw Białorusi: 2010, 2012, 2015, 2016, 2017 z HK Homel
- Puchar Białorusi: 2007, 2012, 2013 z HK Homel
- Złoty medal mistrzostw Białorusi: 2022 z Mietałłurgiem Żłobin

Indywidualne
- Ekstraliga białoruska w hokeju na lodzie (2012/2013):
  - Pierwsze miejsce w klasyfikacji strzelców w sezonie zasadniczym: 31 goli[5]
  - Trzecie miejsce w klasyfikacji kanadyjskiej w sezonie zasadniczym: 49 punkty[6]
- Ekstraliga białoruska w hokeju na lodzie (2013/2014):
  - Pierwsze miejsce w klasyfikacji strzelców w sezonie zasadniczym: 32 gole[7]
  - Drugie miejsce w klasyfikacji kanadyjskiej w sezonie zasadniczym: 52 punkty[8]
  - Trzecie miejsce w klasyfikacji strzelców w fazie play-off: 7 goli[9]